# That'll Be the Day (album)
That'll Be the Day è il terzo e ultimo album del cantante rock statunitense Buddy Holly, pubblicato nel 1958 dall'etichetta discografica Decca.
Il disco è stato prodotto da Owen Bradley.

## Tracce
LP (Decca 8707)
1. You Are My One Desire – 2:23 (Don Guess)
2. Blue Days, Black Nights – 2:04 (Ben Hall)
3. Modern Don Juan – 2:39 (Don Guess, Jack Neal)
4. Rock Around with Ollie Vee – 2:18 (Sonny Curtis)
5. Ting A Ling – 2:41 (Buddy Holly)
6. Girl on My Mind – 2:18 (Don Guess)
7. That'll Be the Day – 2:18 (Jerry Allison, Norman Petty, Buddy Holly) – (feat. The Crickets)
8. Love Me – 2:07 (Buddy Holly, Sue Parrish)
9. I'm Changing All Those Changes – 1:42 (Buddy Holly)
10. Don't Come Back Knockin' – 2:14 (Buddy Holly, Sue Parrish)
11. Midnight Shift – 2:10 (Earl Lee, Jimmie Ainsworth)

Durata totale: 24:54